# رفیق‌اسلام (بازیکن فوتبال)
رفیق‌اسلام (بنگالی: মোঃ রফিকুল ইসলাম؛ زادهٔ ۱۲ فوریهٔ ۲۰۰۴) بازیکن فوتبال اهل بنگلادش است.
وی همچنین در تیم‌های ملی فوتبال زیر ۲۳ سال بنگلادش، و بنگلادش بازی کرده است.